# Metzerlen-Mariastein
Metzerlen-Mariastein (do 31 grudnia 2002 Metzerlen) – miejscowość i gmina w północnej Szwajcarii, w kantonie Solura, w jednostce administracyjnej (Amtei) Dorneck-Thierstein, w okręgu Dorneck. Jest eksklawą kantonu Bazylea-Okręg.

## Demografia
W Metzerlen-Mariastein mieszka 946 osób. W 2022 roku 13,1% populacji gminy stanowiły osoby urodzone poza Szwajcarią. 

## Transport
Przez teren gminy przebiega droga główna nr 274.